# JSP Records
JSP Records is een Engels platenlabel, dat jazz en blues (her-)uitbrengt.  Het werd in 1978 opgericht door John Stedman (JSP staat voor John Stedman Promotions) en is gevestigd in Londen. 
Het label brengt nieuwe opnames uit alsook eerder verschenen opnames. JSP Records bracht nieuw opgenomen muziek uit van onder meer Lucky Peterson, Larry Garner, Guitar Shorty, Chris Beard en Tutu Jones. Andere musici van wie muziek uitkwam op het label zijn Professor Longhair, Buddy Guy, Jimmy Witherspoon, Louisiana Red, Deitra Farr en Eddie "Cleanhead" Vinson. De belangrijkste activiteit is tegenwoordig het heruitbrengen van cd's met oude jazz- en bluesopnames die inmiddels vrij zijn van auteursrechten, Voorbeelden hiervan zijn platen van bijvoorbeeld Jelly Roll Morton, Louis Armstrong, Fats Waller, Charley Patton en Blind Blake. Het label is ook betrokken bij de organisatie en promotie van concerten.